# Becky Fischer
Becky Fischer (* 1951 in Bismarck, North Dakota) ist eine US-amerikanische Pastorin der Pfingstbewegung, die vor allem zu Kindern predigt. Sie wurde durch den Dokumentarfilm Jesus Camp weltweit bekannt.

## Leben

### Karriere
Fischers Familie ist seit drei (Vater) und vier (Mutter) Generationen in der Pfingstbewegung engagiert. Ihr Großvater war 75 Jahre lang ein ordinierter Pfarrer der Assemblies of God. Fischer arbeitete 23 Jahre lang als Geschäftsfrau in ihrer Heimatstadt Bismarck in North Dakota, die letzten acht Jahre in Teilzeit als Pastorin für Kinder.  1999 zog sie nach North Wilkesboro, North Carolina, um sich Tasch Ministries International anzuschließen, einer christlichen Organisation, die sich auf Missionsreisen für Kinder spezialisiert hatte. Nachdem sie als Pastorin für Rick Joyners MorningStar Ministries in Wilkesboro gearbeitet hatte, kehrte sie nach North Dakota zurück, um ihre eigene Organisation, die Kids in Ministry International, zu gründen. Sie ist Autorin einiger Lehrbücher für die Sonntagsschule und außerdem Autorin des Buches Redefining Children’s Ministry in the 21st Century. Vor ihrer kirchlichen Karriere war sie außerdem Moderatorin eines Country-Musik-Radiosenders und leitete ein Motel.

### Jesus Camp
2004 fragten Heidi Ewing und Rachel Grady an, ihr „Kids on Fire“-Bibelcamp in Devils Lake in  North Dakota und Teile ihres Programms auf der „Changing the World through Prayer Conference“ in der Christ Triumphant Church in Lee’s Summit, Missouri (ein Vorort von Kansas City) mitzuschneiden. Fischer willigte ein. Als der Film auf dem Tribeca Film Festival im Sommer 2006 seine Premiere hatte, entstand eine Kontroverse über die Darstellung der charismatischen Bewegung und ihre Verbindungen zur Politik in den Vereinigten Staaten. Eine Szene zeigte einen lebensgroßen Aufsteller von George W. Bush. Der Leiter der Veranstaltungen rief die Kinder dazu auf, die Hände nach ihm auszustrecken. Einige Berichterstatter nahmen an, dass dies eine Geste der Verehrung sei. Das Auflegen der Hände, das hier angedeutet wurde, sei eine allgemeine Praxis in der Pfingstbewegung und in der charismatischen Bewegung.
Obwohl Fischer mit einigen Elementen des Films nicht zufrieden war und beschuldigt wurde, Kinder zu indoktrinieren, lehnte sie den Film nicht ab. Tatsächlich verwendete sie ihn, um Werbung für ihre Gemeinde und ihre Arbeit zu machen. Sie gab an, sie könne die wahre Botschaft des Films trotz aller politischen Untertöne deutlich wahrnehmen. Ihrer Ansicht nach sei die Botschaft des Films, zu zeigen, wie leidenschaftlich Kinder sein können, wenn man ihnen die richtige Gelegenheit dazu bietet.
Die Ausstrahlung des Films hatte zu Vandalismus und Drohungen geführt, so dass Fischer die dreiwöchige, ursprünglich einmal im Jahr stattfindende Veranstaltung auf unbestimmte Zeit einstellte und durch andere Veranstaltungen ersetzte. Ihre Erfahrungen mit dem Film stellte sie in dem Buch Jesus Camp, My Story dar.

## Glauben
Fischer machte die Sonntagsschule dafür verantwortlich, dass die Kinder das Interesse an Gott verlieren würden. Die herkömmliche Herangehensweise, Kinder mit der Zusammenfassung von Bibelgeschichten zwölf Jahre zu langweilen, sei dafür verantwortlich, dass sich so viele Kinder als Teenager von Gott abwenden. In ihrer Pfarrei dagegen würden die Kinder zu Soldaten Gottes erzogen, wie es andere Religionen auch predigen.
Kids in Ministry International unterstützt den Staat Israel und praktiziert christlichen Zionismus. Zu ihrem Programm gehört auch die Veranstaltung Kids Blessing Abraham Family Conference.
Fischers Gemeinde gehört zu einem „apostolischen Netzwerk“, das sich Harvest International Ministries nennt. Die Organisation glaubt an die Existenz heutiger Apostel und Propheten. Auf der Kids in Ministry-Website werden Predigten führender Prediger der Pfingstbewegung wie Cindy Jacobs, Lou Engle, Patricia King, Stacey Campbell, Kim Clement, Bill Hamon und Rick Joyner verwendet.
Fischers Gemeinde folgt verschiedenen pfingstlichen Traditionen wie Zungenrede, Exorzismus, Wunderheilung und dem Glauben an Dämonen. Sie unterstützt den Hausunterricht und lehnt die Evolutionstheorie ab.

## Werke
- Redefining Children’s Ministry in the 21st Century, Kids in Ministry International, 2011, ISBN 978-0-9815940-0-2.
- Jesus Camp, My Story, Fire on the Altar Publications, 2011, ISBN 978-0-615-50958-7.